# Seagull Software
Seagull Software was een Nederlands bedrijf op het gebied van informatietechnologie.

## Geschiedenis
Het bedrijf werd in 1990 opgericht en had sinds 1999 een notering aan de Euronext in Amsterdam. Het hield zich vooral bezig met het koppelen van oude aan nieuwe IT-systemen. Het werd op de beurs geïntroduceerd tegen een prijs van 15 euro per aandeel. Na het klappen van de internetzeepbel raakte het bedrijf in problemen en werd het verliesgevend. Op 5 december 2006 deed de Amerikaanse concurrent Rocket Software (eveneens in 1990 opgericht) een overnamebod van 4,68 euro per aandeel. Later werd het bod gewijzigd in 4,33 euro. Op 17 april 2007 werd bekend dat het overnamebod geslaagd was. Het bedrijf zou voorlopig zelfstandig blijven opereren binnen de onderneming Rocket Software. Op 8 juni van dat jaar werd de notering van Seagull Software aan de Euronext beëindigd.

### Nasleep
In 2012 eiste het Openbaar Ministerie een boete van 40.000 euro voor Tom van der Loo, de grondlegger van het bedrijf, vanwege vermeende handel met voorkennis in 2006 in aandelen van Seagull. Hij zou in november 2006 aandelen hebben bijgekocht terwijl hij volgens het Openbaar Ministerie al op de hoogte was van de overnamegesprekken met Rocket Software. Van der Loo ontkende al op de hoogte van de overnamegesprekken te zijn geweest. Hij werd niettemin in december 2012 wegens handel met voorkennis veroordeeld tot een boete van 18.000 euro.